# ألفرد يندلي
ألفرد يندلي (بالإنجليزية: Alfred Lindley)‏ هو مجدف أمريكي، ولد في 20 يناير 1904 في منيابولس في الولايات المتحدة، وتوفي في 22 فبراير 1951 في باكستون في الولايات المتحدة.

## وصلات خارجية
- ألفرد يندلي على موقع الاتحاد الدولي للتجديف (الإنجليزية)
- ألفرد يندلي على موقع اللجنة الأولمبية الدولية (الإنجليزية)
- ألفرد يندلي على موقع أوليمبيديا (الإنجليزية)